# John Gordon, 3. Viscount of Kenmure
John Gordon, 3. Viscount of Kenmure (* Oktober 1620; † Oktober 1643) war ein schottischer Adliger.
Er entstammte einer Nebenlinie des Clan Gordon und war der älteste Sohn des James Gordon, Laird von Barncrosh und Buittle in Kirkcudbrightshire, aus dessen Ehe mit Margaret Vans.
Er war noch minderjährig, als er im Mai 1633 seinen Vater, sowie im August 1639 auch seinen Neffen zweiten Grades John Gordon, 2. Viscount of Kenmure, als 3. Viscount of Kenmure beerbte. Im Oktober 1641 erreichte er die Volljährigkeit, starb jedoch nur zwei Jahre später unverheiratet und kinderlos. Sein Titel und seine Ländereien fielen daraufhin an seinen nächstjüngeren Bruder Robert Gordon als 4. Viscount.